# 投票の逆理
投票の逆理（とうひょうのぎゃくり）とは、投票において投票者一人一人の選好順序は推移的なのに、集団としての選好順序に循環が現れる状態があることを表す命題。18世紀の社会学者コンドルセが発見した。コンドルセのパラドックスとも言う。

## 例
選択肢がA、B、Cの三つあり、投票者が甲氏、乙氏、丙氏の三人いて、三人の選好順序が
| 投票者 | 第一希望 | 第二希望 | 第三希望 |
| ------ | -------- | -------- | -------- |
| 甲氏   | A        | B        | C        |
| 乙氏   | B        | C        | A        |
| 丙氏   | C        | A        | B        |

の場合を考える。まず多数決を取るとそれぞれの投票者がAとBとCに別々に投票するために答えが出ない。そこで別々の選択肢を個別に分析してみよう。
まず、AとCを比較する。CよりAを好む人は甲氏だけなのに対し、AよりCを好む人は乙氏、丙氏の二人いる。このため、AよりもCの方が投票者集団としては選好順序が高く、Aは選ばれない。次に、同じ事をCとBについても考えると、CはBより選好順序が低いことが分かる。同様にして、BはAより低いことも分かる。さらにAはCより低いので、結局堂々巡りの「AよりもCが良く、CよりもBが良く、BよりもAが良く、AよりもCが、CよりもBが、BよりもAが.....」になり答えを出せない。
この矛盾の「政治的」解決方法として、作為的に最初にAとBの選択投票を行いBを選択から破棄した後AとCを比較し最終的にCを選択するという手立てがある。つまり投票の手続きの決定権を握っている場合は結果を操作できる。

## コンドルセの投票方法
上記のように、投票者に選好順序を投票させることによって、全ての候補に一騎討ちの総当たり戦を行なう手続きはコンドルセの投票方法と呼ばれる。もし堂々巡りにならずに最も好まれる候補が選出された場合、その候補はコンドルセ勝者と呼ばれる。同様に、最も嫌われる候補が決定する場合、その候補はコンドルセ敗者と呼ばれる。
多数代表の選挙方法の評価基準に、コンドルセ勝者が(もし居れば)必ず選出されること、コンドルセ敗者が(もし居れば)絶対に選出されないことの二つがある。当然コンドルセの投票方法はこれらの評価基準をどちらも満たすが、ほかの選挙方法と違い当落を決定できないことがある。